# Michael Hoey

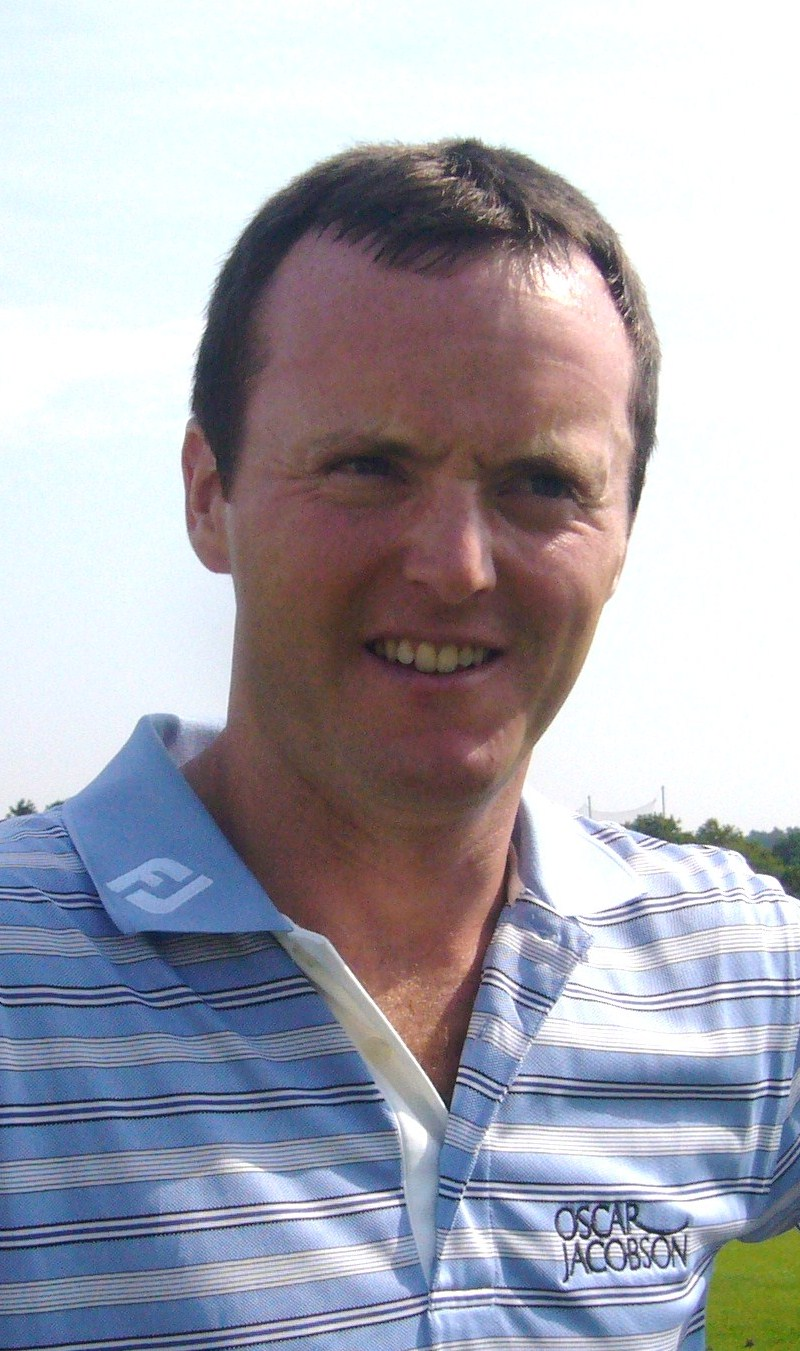
KLM Open 2009.

Michael Hoey (Ballymoney, 13 februari 1979) is een golfprofessional uit Noord-Ierland.

## Amateur
Hoey was een succesvol amateur. Hij werd o.a. 11de in het Schots Open in 2001. Als winnaar van het Brits Amateur mocht hij de US Masters in april 2002 spelen, waar hij de cut met één slag miste.

### Gewonnen
- 2000: North of Ireland Championship
- 2001: Brits amateurkampioenschap

### Teams
- Walker Cup (namens Groot-Brittannië en Ierland): 2001 (winnaars)

## Professional
Na de Masters in 2002 werd Hoey professional en die overstap viel hem niet mee. Het duurde vijf jaar voordat hij op de Challenge Tour zijn eerste overwinning behaalde.  
Via de Tourschool haalde hij eind 2005 een kaart voor de Europese Tour (ET) van 2006 maar eind 2006 verloor hij zijn kaart weer. In 2007 en 2008 was hij weer succesvol en nu speelt hij op de Europese Tour.

### Gewonnen

#### Challenge Tour
- 2005: BA-CA Golf Open in Oostenrijk op de Fontana Golf Club in Wenen
- 2007: Tessali-Metaponto Open di Puglia e Basilicata
- 2008: Banque Populaire Moroccan Classic

#### Europese PGA Tour
- 2009:: Estoril Open de Portugal na play-off tegen Gonzalo Fernández Castaño
- 2011: Madeira Island Open (-10), Alfred Dunhill Links Championship (-24)
- 2012: Trophée Hassan II  (-17)
- 2013: Russisch Open

### Teams
- World Cup (namens Ierland): 2007 (met Gareth Maybin)